# Draisendorf (Wiesenttal)
Draisendorf ist ein Gemeindeteil des Marktes Wiesenttal im Landkreis Forchheim (Oberfranken, Bayern).

## Geographie und Verkehrsanbindung
Das Dorf liegt in der Fränkischen Schweiz im nördlichen Bereich des Marktes Wiesenttal im Tal der Aufseß, eines rechten Nebenflusses der Wiesent. Die Kreisstraße FO 40 führt durch den Ort, die Staatsstraße 2186 verläuft unweit südlich. Weiter entfernt südlich verläuft die B 470.

## Sehenswürdigkeiten
In der Liste der Baudenkmäler in Wiesenttal ist für Draisendorf als einziges Baudenkmal die Mühle (Draisendorf 24, an der Aufseß) aus der ersten Hälfte/Mitte des 19. Jahrhunderts aufgeführt. Es sind zwei gleichartige giebelständige Sandsteinquaderbauten, zweigeschossig mit Satteldach. Eine 300 Meter lange Skipiste, die Schweinsleite, verfügt über einen Skilift.